# Jacksonville (condado de Centre)
Jacksonville es un lugar designado por el censo ubicado en el condado de Centre en el estado estadounidense de Pensilvania. En el Censo de 2010 tenía una población de 95 habitantes y una densidad poblacional de 421,65 personas por km².

## Geografía
Jacksonville se encuentra ubicado en las coordenadas 40°59′31″N 77°38′2″O / 40.99194, -77.63389. Según la Oficina del Censo de los Estados Unidos, Jacksonville tiene una superficie total de 0.36 km², de la cual 0.36 km² corresponden a tierra firme y (0%) 0 km² es agua.

## Demografía
Según el censo de 2010, había 95 personas residiendo en Jacksonville. La densidad de población era de 421,65 hab./km². De los 95 habitantes, Jacksonville estaba compuesto por el 98.95% blancos, el 0% eran afroamericanos, el 0% eran amerindios, el 0% eran asiáticos, el 0% eran isleños del Pacífico, el 0% eran de otras razas y el 1.05% pertenecían a dos o más razas. Del total de la población el 0% eran hispanos o latinos de cualquier raza.